# Jimi Heselden
James William „Jimi“ Heselden OBE (* 27. März 1948 in Leeds; † 26. September 2010 in West Yorkshire) war ein britischer Unternehmer.

## Leben
Der aus Leeds stammende Heselden war ab seinem 15. Lebensjahr zunächst als Bergarbeiter tätig. Später gründete er die Firma Hesco Bastion, deren Vorsitzender er auch war. Mit diesem Unternehmen produzierte er einen faltbaren Container, der wie ein Schanzkorb mit Sand oder Erde gefüllt werden kann; diese Schutzwälle finden Verwendung beim Militär, aber auch bei Überschwemmungen oder gegen Erosion.
Im Dezember 2009 übernahm er das Unternehmen Segway Inc., das bis 15. Juli 2020 den Segway Personal Transporter produzierte.
Mit einem solchen Stehroller verunglückte er am 26. September 2010 im Alter von 62 Jahren tödlich, als er eine Klippe hinabstürzte. Laut Sunday Times gehörte er zu den 400 wohlhabendsten Briten. Zudem war er Träger des Order of the British Empire.